# لاجوس دايفيد
لاجوس دايفيد هو لاعب تنس الطاولة مجري، ولد في 1913 في بودابست في المجر، وتوفي في 1944.

## وصلات خارجية
- لاجوس دايفيد على موقع منظمة تنس الطاولة العالمي (الإنجليزية)